# Paul Schulte (Geistlicher)

Paul Schulte (1940)

Paul Schulte OMI (bekannt als Der fliegende Pater; * 14. Mai 1895 in Magdeburg; † 7. Januar 1974 in Swakopmund, Namibia) war ein deutscher Ordensgeistlicher der Kongregation der Oblatenmissionare, Pilot, Autor und Gründer der Missions-Verkehrs-Arbeitsgemeinschaft (MIVA).

## Leben
Paul Schulte war der Sohn eines Dampfpflugbesitzers. Er besuchte das Gymnasium der Oblaten in Valkenburg (Niederlande) und trat mit 18 Jahren ins Noviziat der Oblaten ein. 1914 begann er das Theologiestudium an der Hochschule der Oblaten in Hünfeld. Im Ersten Weltkrieg wurde er 1915 als Sanitäter eingezogen und 1917 in der Fliegerschule in Fürstenwalde/Spree zum Jagdpiloten ausgebildet. Nach Kriegsende setzte er sein Studium fort. 1922 wurde er zum Priester geweiht.

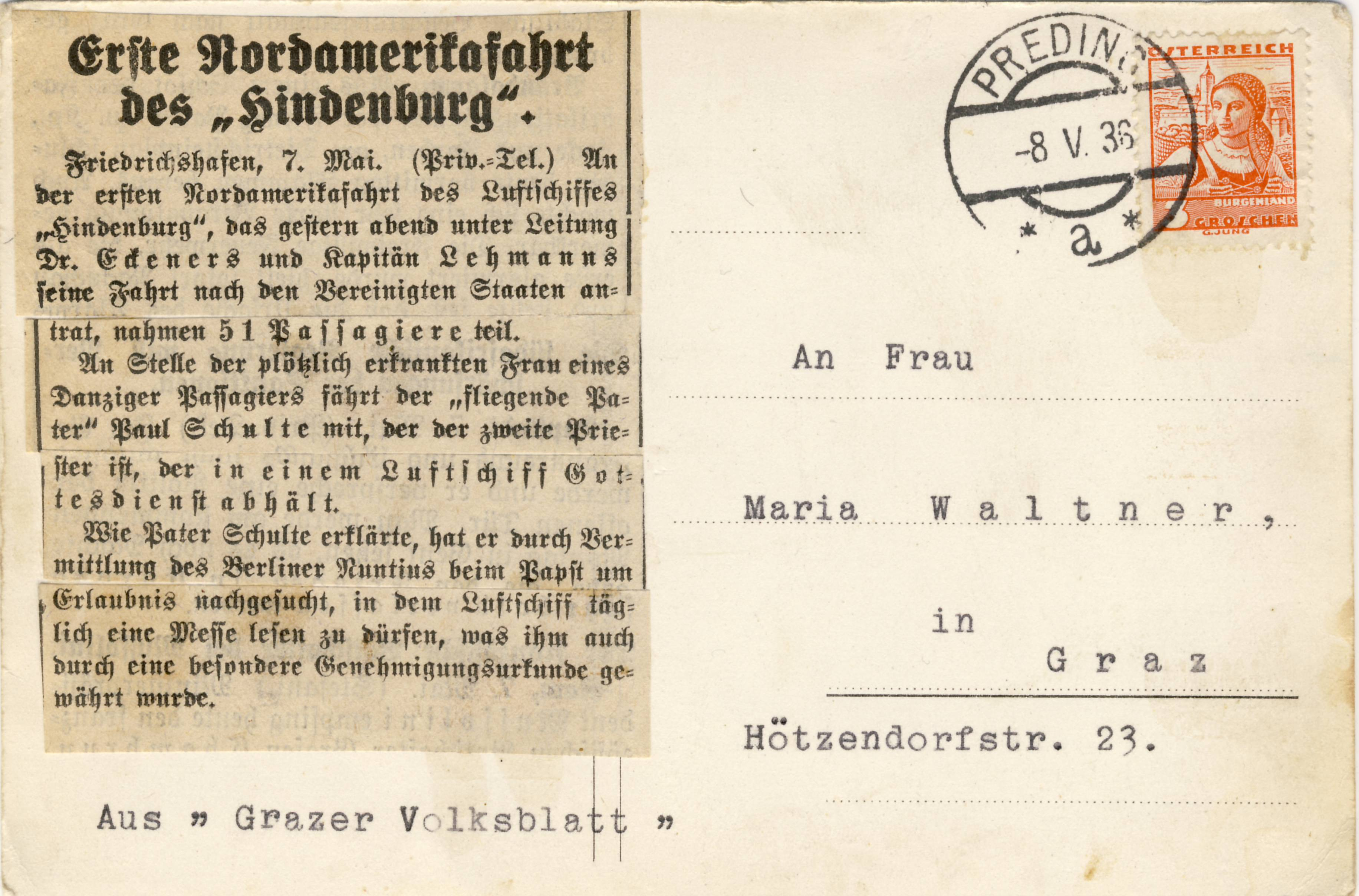
Der fliegende Priester – Ausschnitt eines Zeitungsartikels des Grazer Volksblattes, aufgeklebt auf einer in Preding aufgegebenen Postkarte

 Im Geheimen machte Paul Schulte 1926 den zivilen Flugschein, erhielt aber zunächst von Seiten seines Ordensoberen ein Flugverbot. Durch den Tod seines Freundes P. Otto Fuhrmann OMI, der als Missionar in Südwestafrika tätig war und 1925 an einer Lungenentzündung starb, weil er nicht rechtzeitig zu einem Arzt transportiert werden konnte, kam er auf die Idee, eine Vereinigung zu gründen, die das Ziel hat, die Missionare in aller Welt mit Fahrzeugen auszustatten. Nachdem sich 1926 herausgestellt hatte, dass sich dies im Rahmen des Päpstlichen Werkes der Glaubensverbreitung nicht verwirklichen ließ, gründete Paul Schulte am 22. März 1927 in Köln die Missions-Verkehrs-Arbeitsgemeinschaft, die MIVAG (später als „MIVA“ abgekürzt), deren erster Vorsitzender Konrad Adenauer wurde. Bis 1933 konnten vierzehn Flugzeuge und Hunderte von Autos in den Dienst der Missionen gestellt werden. Die Missionspiloten wurden auf dem Flugplatz Butzweilerhof ausgebildet. Paul Schulte flog vor allem für die Missionen im südlichen Afrika. Seine Missionsfilme und sein 1934 im Ullstein Verlag erschienenes, damals vielgelesenes Buch Der fliegende Pater machte sein Werk und – unter diesem Namen – ihn selbst bekannt. Am 8. Mai 1936 feierte P. Paul Schulte OMI als erster Priester weltweit eine katholische heilige Messe in der Luft: an Bord des Luftschiffs Hindenburg.
Ab 1936 wirkte Paul Schulte als Missionar bei den Cree an der James Bay und unter den Inuit an der Hudson Bay sowie kurzzeitig an der Arctic Bay. Als die kanadische Regierung ihn nach dem Kriegsausbruch 1939 der Spionage verdächtigte, zog er sich in die USA zurück. Nach dem Kriegseintritt der USA versetzten seine Oberen ihn in ein Kloster in Belleville (Illinois), das er als „feindlicher Ausländer“ nicht verlassen durfte. 1944 konnte er, durch Bischof Henry Althoff von Belleville gedeckt, inkognito die Missionsfliegerschule „Wings of Mercy“ gründen. Nach Kriegsende brachte er von den USA aus Hilfslieferungen in die zerstörte Heimat auf den Weg.
1949 nach Deutschland zurückgekehrt, konnte Paul Schulte aufgrund eines Beschlusses der Deutschen Bischofskonferenz die Arbeit für „seine“ MIVA nicht wieder aufnehmen. Sie wurde aufgelöst, als Diaspora-MIVA neu gegründet, nun mit dem Ziel, die Seelsorger in den deutschen Diaspora-Gebieten mit Fahrzeugen auszustatten, und in den Bonifatiusverein eingegliedert. Ebenfalls 1949 wurde die MIVA in Österreich gegründet, die bis heute die Missionare in aller Welt mit Fahrzeugen unterstützt. Die Schweizer MIVA war bereits 1932 gegründet worden.
Im Jahr 1955 unterstützt er die Segelfluggruppe in Reuschenberg mit der Taufe ihres ersten selbstgebauten Schulsegelflugzeugs - ein Doppelraab, der in vier Jahren Bauzeit entstanden war.
Bis 1970 wirkte Paul Schulte als Präsident der Diaspora-MIVA. Seinen Lebensabend verbrachte er in der Gemeinschaft der Oblaten in Swakopmund, Namibia. Er ist auf dem Friedhof des Provinzialates der Oblaten in Döbra (Namibia) bestattet.
Seit 1935 war er Mitglied der katholischen Studentenverbindung KDStV Hercynia Freiburg im Breisgau.

## Schriften
- Der fliegende Pater. Das Werke einer modernen Missionars. Ullstein, Berlin 1934.
- Der fliegende Pater in Afrika. Verlag der Bonifacius-Druckerei, Paderborn 1936.
- Rolf wird Miva-Pilot. Verlag der Paulinus-Druckerei, Trier 1936.
- Polarflug – Rettungsflug. Bericht über die Errettung eines Helden der Eismission. Verlag der MIVA, Köln 1938.
- Der Fliegende Pater bei den Eskimos. Verlag der Bonifacius-Druckerei, Paderborn 1950.
- Das Wagnis des Fliegenden Paters. Verlag der Bonifacius-Druckerei, Paderborn 1953.
- Die Geheimwaffe des Fliegenden Paters. Ein Rosenkranzbüchlein. Pattloch, Aschaffenburg 1954.
- Der Flug meines Lebens. Pattloch, Aschaffenburg 1964.